# Florine Dezède
Florine Dezède, född 1766, död 1792, var en fransk tonsättare.

## Biografi
Florine Dezède var dotter till den franske kompositören Nicolas Dezède. Hon kom också att arbeta som kompositör. Dezède skrev bland annat operan Nanette et Lucas ou la Paysanne curieuse som framfördes 1781 på Opéra-Comique i Paris.